# Jemielian Sawczenko
Jemielian Grigoriewicz Sawczenko, pol. Emilian Sawczenko ros. Емелян Григорьевич Савченко (ur. 6 sierpnia?/18 sierpnia 1899 w m. Dryssie, zm. 30 października 1966) – Białorusin, generał brygady ludowego Wojska Polskiego od 1945 roku, współorganizator służby kwatermistrzowskich.

## Życiorys
Był uczestnikiem rosyjskiej wojny domowej. W 1933 ukończył Wojskową Akademię im. Frunzego, a w 1941 Wojskową Akademię Sztabu Generalnego. Po napaści Niemiec na ZSRR był szefem sztabu korpusu i 67 Armii. 28 kwietnia 1943 mianowany generałem majorem.   
15 listopada 1944 został odkomenderowany do WP na zastępcę kwatermistrza WP. Podczas służby w WP używał imienia Emilian.
11 maja 1945 został odznaczony Orderem Krzyża Grunwaldu III klasy. 29 października 1945 zakończył służbę w WP i powrócił do ZSRR.
W 1953 został przeniesiony do rezerwy.
Posiadał siedem orderów i medali, w tym Order Kutuzowa II klasy.